# Melodisk moll
Melodisk moll  kallas den skala som från den rena mollskalan skiljer sig på så sätt att skalsteg sex och sju är högt. Tonmaterialet för en melodisk A-mollskala är:
A, B, C, D, E, F#, G#, A.
På musikutbildningar beskrivs den melodiska mollskalan ofta som att den har dessa toner i uppåtgående riktning men att den har återställda toner i nedåtgående riktning. Mer korrekt vore att beskriva det som att det är vanligt att växla skala, så att det (i de fall det sker) är en ren mollskala i nedåtgående riktning.